# Wilmer
Wilmer, som även kan stavas Vilmer och Willmer, är ett förnamn av forntyskt ursprung. Namnets betydelse är "berömd vilja" - vilket är densamma som Vilmar, en annan form av namnet. 
I Sverige hade 4680 män och 2 kvinnor detta namn, och snittåldern på dessa personer är 11,7 år.  
I den finlandssvenska namnsdagslängden har Wilmer namnsdag 6 april sedan 2015.

## Kända personer med namnet
- Wilmer Odefalk, svensk fotbollsspelare
- Wilmer Valderrama, venezuelansk-amerikansk skådespelare